# System Celina
System Celina – jest to system informatyczny polskiej służby celnej, który wspomaga pracę organów celnych nie tylko w zakresie obsługi zgłoszeń celnych. 
Od 1 maja 2004 r. jego funkcjonalność została rozszerzona o dodatkowe funkcje dzięki którym oprócz obsługi zgłoszeń celnych jest on również wykorzystywany także do rejestrowania i przetwarzania danych pochodzących z przekazywanych organom celnym elektronicznych deklaracji INTRASTAT, deklaracji statystycznych dotyczących obrotów towarowych pomiędzy państwami członkowskimi Wspólnoty. Komunikacja z podmiotami (zgłaszającymi) zapewniona jest poprzez strony webowe CELINA WEB-CEL (dla procedur standardowych) i CELINA OPUS (dla procedur uproszczonych), tworzące tzw. Wrota Celne (customs gateway). Ponadto, istnieje możliwość korzystania przez podmioty z poczty elektronicznej lub dyskietki/płyty CD a także możliwość złożenia zgłoszenia w formie dokumentu papierowego, z którego dane są wprowadzane do systemu CELINA przez funkcjonariusza celnego.
System CELINA działa we wszystkich placówkach celnych (urzędach i oddziałach celnych).